# 珀迪多基 (佛羅里達州)
珀迪多基（英語：Perdido Key）是位於美國佛羅里達州艾斯康比亞縣的一個非建制地區。該地的面積和人口皆未知。

## 地理
珀迪多基的座標為30°18′01″N 87°25′39″W / 30.30028°N 87.42750°W，而該地的平均海拔高度為2米（即7英尺）。